# البداية (فلم)
البداية فيلم مصري للمخرج صلاح أبو سيف يناقش فكرة أن التسلط صفة أساسية في الجنس البشرى فكما بدأ الفيلم بمقولة:

## وصلة خارجية
- مقالات تستعمل روابط فنية بلا صلة مع ويكي بيانات